# Ширмеров тест
Ширмеров тест један је од најпрактичнијих тестова за утврђивање количине излучених суза који се данас користи у офталмологији. Тест је једноставан за извођење како у клиничким тако и амбулантним условима. Осмислио га је 1904. године др Ото Ширмер (Otto Schirmer 1864—1918) немачки офталмолог.. Тестом се одреређује количина воденог слоја прекорнеалног сузног филма.

## Клинички значај
Ширмеров тест се користи у офталмолошким прегледима за мерење производње суза за дијагнозу стања као што су кератокоњунктивитис сика и суво око, који се могу манифестовати у бројним симптомима као што су страно тело или осећај песка, пецкање/пецкање, сузење, фотофобија и / или повремени оштри болови у очима. Кератокоњунктивитис сика се односи на суво око уопште, као и на упалу коњунктиве и рожњаче. Суво око се дели на смањену производњу суза и повећано испаравање суза, од којих оба резултују недовољним слојем течности (прекорнеални сузни филм) који нормално прекрива око. То је најраспрострањеније стање ока код старијих пацијената и једно од најчешћих стања у офталмологији, са распрострањеношћу широм света између 5% и 34%. Фактори ризика за суво око укључују рефрактивну хирургију, старост већу или једнаку 50 година и женски пол. 2007. године, дефиниција сувог ока је ажурирана како би се означила као мултифакторска болест која укључује сузе и површину ока и изазива нелагодност или поремећај вида, са потенцијалним оштећењем површине ока. Такође је праћен повећањем осмоларности сузног филма и запаљењем површине ока.

## Примена
Како би се добио објективне доказе о смањеној секрецији суза, након, од пацијента добијених детаљнних анамнестичких података из историје болести о недовољном или одсутном излучивању суза и физичким прегледом болесника установљеног „сувог симптома“ очију приступа се извођењу Ширмеровог теста.
Ширмеров тест, који је у следећим стањима (болестима) позитиван, указује на одсуство лучења суза или сувоћу у очима:
- Старење
- Дехидрација органиозма
- Чиреви (ерозије) и инфекције рожњаче
- Инфекције ока (на пример конјуктивитис)
- Недостатак витамина
- Сјогренов синдром.[10]
- Секундарне болести ока повезана са поремећајима у стварању суза, као што су: лимфом, леукемија, реуматоидни артритис.
- Као привремена или трајна нуспојава накопн ласером изведена операције на оку.
- Након извршених трансплантација на оку.[11]
- Зачепљење сузног канала, када настаје поремећај у одвођењу суза у нос.

## Начин извођења
Тест се изводи веома лако у клиничким и амбулантним условима, без анестезије или са локалном анестезијом ока (и тада носи назив „основни Ширмеров тест“), тако што се 5 mm дуга трака стерилног филтер папира „урања“ у форникс бочне трећине доњег очног капка, а 25 mm оставља да виси са спољне стране. (види слику горе десно).
Квашење трака филтер папира сузама у дужини већој од 15 mm после 5 минута је нормалан налаз, а квашење мање од 5 mm након 5 минута сматра се „позитивним“ налазом (види слику доле десно).
Након изведеног теста треба саветовати пацијенту да најмање 30 минута након изведеног теста не трља очи. Такође контактна сочива пацијент може поставити најмање 2 сата након теста.

## Поузданост теста
Иако се Ширмеров тест у пракси примењује више од 100 година, неколико студија показују да он неправилно идентификује велику групу пацијената са сувим очима, нпр:
- Недавна студијска процена дијагностичких критеријума Ширмеровог теста дала је осетљивост од 42% и специфичност од 76% у Шегреновом синдрому.[14][15]
- Код старијих особа, резултате Ширмеровог теста понекад је тешко протумачити, што потврђује студаја у којој је од 62, наизглед здравих старијих особа, у 22% испитаника утврђен позитиван налаз Ширмеровог теста.[16]

Имајући у виду напред наведене недостатке Ширмеровог тест, данас се све више развијају нови све бољи тестови. Тако, нпр. један од новијих тестова мери количину молекула лактоферина. Пацијенти са ниском продукцијом суза и сувим оком имају низак ниво молекула лактоферина.